# Mingoville
Mingoville es un lugar designado por el censo ubicado en el condado de Centre en el estado estadounidense de Pensilvania. En el Censo de 2010 tenía una población de 503 habitantes y una densidad poblacional de 170,79 personas por km².

## Geografía
Mingoville se encuentra ubicado en las coordenadas 40°56′13″N 77°39′35″O / 40.93694, -77.65972. Según la Oficina del Censo de los Estados Unidos, Mingoville tiene una superficie total de 4.74 km², de la cual 4.74 km² corresponden a tierra firme y (0%) 0 km² es agua.

## Demografía
Según el censo de 2010, había 503 personas residiendo en Mingoville. La densidad de población era de 170,79 hab./km². De los 503 habitantes, Mingoville estaba compuesto por el 99.6% blancos, el 0% eran afroamericanos, el 0% eran amerindios, el 0.2% eran asiáticos, el 0% eran isleños del Pacífico, el 0% eran de otras razas y el 0.2% pertenecían a dos o más razas. Del total de la población el 0.6% eran hispanos o latinos de cualquier raza.